# F.E.A.R. 2: Project Origin
F.E.A.R. 2: Project Origin (рус. F.E.A.R 2: Проект Источник) — компьютерная игра в жанре шутера от первого лица с элементами хоррора, сиквел игры F.E.A.R., разработанная компанией Monolith Productions и выпущенная компанией Warner Bros. Interactive Entertainment 10 февраля 2009 года на PC, PlayStation 3 и Xbox 360. В России игра была локализована и выпущена компанией Новый Диск 13 февраля 2009 года.
Первоначально игра получила запрет на распространение в Австралии в связи с обилием сцен насилия и анатомически подробным изображением мёртвых тел, однако позже возрастной рейтинг был пересмотрен и запрет был снят без каких-либо наложений дополнительной цензуры.

## Игровой процесс
Игра представляет собой шутер от первого лица и большую часть игрового процесса заимствует из первой игры серии. В игре убрана возможность выглядывать из-за угла (однако солдаты-клоны армии репликантов всё ещё могут так делать), на замену которой введена система укрытий — игрок может использовать некоторые объекты чтобы создать импровизированное укрытие — например, опрокинуть стол или открыть дверь автомобиля. Кроме обычного перемещения у игрока есть показатель «усталости» и возможность совершать кратковременную пробежку по прямой (спринт).
В режиме прицельного ведения огня игрок непосредственно использует несъёмные прицельные приспособления (в отличие от первой игры серии, где изменялся только угол обзора). При использовании прицела включается эффект глубины резкости — если игрок посмотрит через прицел на объект, находящийся недалеко от него, то ему будет сложно разглядеть объекты на большом расстоянии и наоборот.
Head-Up Display в игре представляет собой специальные очки, оборудованные дисплеем, на котором отображается уровень здоровья игрока, боезапас, а также выделяются предметы, с которыми можно взаимодействовать. У главного героя есть карманный компьютер, встроенный в очки, в который собираются данные с различных носителей по ходу игры. КПК также используется для интерактивного обучения — постепенно среди доступных тем появляются все базовые действия игрока (перемещение, фонарик, виды оружия и так далее). КПК недоступен во время пилотирования экзоскафандра. В очки встроен фонарик с бесконечной батареей (в отличие от первой игры серии, где батарею необходимо было перезаряжать, выключая на время фонарик).
Для лечения игрок может переносить с собой аптечки, а также использовать медицинские шприцы со специальным раствором, которые носят с собой солдаты армии репликантов (раньше медицинские шприцы присутствовали только в мультиплеере F.E.A.R.)
В игре присутствует рукопашный бой — в случае близкого столкновения или когда нет времени перезарядить оружие игрок может совершить удар кулаком (если убрано оружие) или прикладом. В отличие от первой игры серии, где рукопашный бой игрока был очень мощным оружием (один удар кулаком убивал человека без брони), некоторые враги могут выдержать несколько ударов прикладом. Также противник в ближнем бою теперь наносит такой же урон, как и игрок. В игре также присутствуют два комбо-удара — удар в прыжке и «велосипедный пинок» (на бегу), которые наносят смертельные повреждения врагу.
В игре появилось использование Quick Time Events — например, когда игрока схватит за горло мерзость или Альма, он должен быстро отбить атаку несколькими ударами ноги. В игре присутствует встроенная система достижений, однако она не синхронизируется со Steam-аккаунтом. Также присутствует ранговая таблица, которая считается исходя из статистики игр GameSpy, однако она доступна только через игровой клиент. Есть любопытный факт, что на картинках достижений в PS3 и Xbox 360 версиях на всех картинках изображены лица всяких персонажей из игры, а в PC версии все картинки выглядят по-другому, в DLC «F.E.A.R. 2: Reborn» во всех версиях картинки одинаковые и только на одном из них изображено лицо одного из персонажей.

### Многопользовательская игра
В игре присутствуют следующие режимы многопользовательской игры:
- Схватка и Командный бой — deathmatch и командный deathmatch;
- Блиц — команда репликантов должна захватить две канистры с фосфор-люминесцентным агентом «ФЛАГ» (PHLAG; прямая отсылка к «Захвату флага») и принести хотя бы одну на базу, а команда ATC должна помешать репликантам это сделать. По истечении определённого времени команды АТС и репликантов поменяются ролями — команда АТС победит, если успеет за это же время вернуть на одну канистру с ФЛАГОМ больше, чем было украдено репликантами. В случае ничейного результата в основное время, автоматически включается дополнительный пятиминутный период, в котором команде АТС предоставляется шанс захватить и донести до базы одну недостающую канистру с ФЛАГом. В случае если команда АТС не смогла победить в добавленное время, победа в матче присуждается команде репликантов.
- Саботаж — команда ATC должна установить бомбу на одну из двух специальных локаций (где расположены контейнеры с веществом, позволяющим репликантам связываться с телепатами-командирами в подземном комплексе), и не дать репликантам её разминировать. Команда репликантов должна помешать команде ATC. На время раунда игроки не респаунятся — если погибают все члены одной из команд, другая команда автоматически выигрывает раунд;
- Контроль — две команды должны захватывать контрольные точки и удерживать их для получения очков.
- Тяжёлый металл — последовательный захват пяти контрольных точек с использованием тяжелой бронетехники. Команда, захватившая и удержавшая все контрольные точки, побеждает.

У игрока есть три «комплекта», которые состоят из двух видов вооружения, набора гранат, брони и аптечек. Перед началом игры можно отредактировать свой «комплект», а во время игры переключаться между ними (только перед респауном). В игре отсутствует возможность убрать оружие, чтобы получить постоянное увеличение скорости бега — такая практика порицалась многими игроками в первом F.E.A.R. и на некоторых серверах даже была запрещена.
В игре продолжается идея «визуализации» слуха, которая использовалась в первой части игры. Игрок, использующий аптечку, испускает красные «волны» вокруг себя, а звук выстрела сопровождается появлением даже невидимого игроку противника на мини-карте.
С момента релиза игры был выпущен бесплатный набор уровней «Toy Soldiers» («игрушечные солдатики» — гигантские кухня, песочница и пинбольный автомат) и «Armored Front».

## Сюжет
Сиквел F.E.A.R. продолжает паранормальную историю о сверхъестественном существе Альме — умершей (либо частично умершей, всего лишь замороженной в Саркофаге) за много лет до событий игры девушке с невероятными экстрасенсорными способностями, которая полна ненависти к тем, кто пытал её, лишил детей и в итоге убил. Впрочем, Альма ещё при жизни, когда она была лишь слабой, измученной и запуганной девочкой с сильнейшими паранормальными способностями, страдала расстройством психики, из-за чего она начинает ненавидеть всех подряд и мстить им за чужие злодеяния. Это приводит к тому, что начинается разрастающийся и не поддающийся объяснению кризис, который угрожает поглотить и заменить объективную действительность больным воображением Альмы. На этот раз протагонист игры — Майкл Беккет, оперативник отряда «Дельта», чья команда была отправлена арестовать Женевьеву Аристид приблизительно за тридцать минут до окончания оригинальной игры F.E.A.R.
В самом начале игры Беккет испытывает галлюцинацию, показывающую разрушенный город, где он видит, как рядом идёт Альма. Как только он возвращается в реальность, команда Беккета добирается до комплекса пентхаусов, где живёт Аристид. Оказывается, что на комплекс напали чистильщики, посланные Советом директоров «Армахем Технолоджи». После спасения Аристид Беккет раскрывает назначение проекта, известного как «Предвестник», в который оказываются вовлечены он сам и несколько его товарищей по команде. Аристид утверждает, что Беккет и его команда — единственный способ остановить Альму, но прежде, чем она успевает реализовать идею, оперативник из первой части игры F.E.A.R. взрывает реактор «Саркофага». Беккет поражён взрывной волной и теряет сознание.
Придя в себя, Беккет обнаруживает, что на нём проводит операцию бригада врачей под руководством Аристид, и начинает видеть больше видений Альмы. Как только главный герой снова приходит в сознание, он вместе с остальной частью его команды оказывается в больнице, расположенной глубоко под землёй. Госпиталь атакует команда зачистки «Армахем» во главе с полковником Ричардом Вэнеком, и Беккет должен бороться с ней, чтобы пробиться к выходу. Во время побега Беккет получает советы по рации от человека, который называет себя «Змеиный Кулак». Тот говорит, что Альма — «мать апокалипсиса». Во время продвижения по госпиталю последовательно погибают два члена вашей команды — Янковски и Фокс. После ухода из больницы и противостояния с командиром отряда Вэнеком Беккет сражается с заново активированными клонами. Пока он пробивается на поверхность, против него также неоднократно пытается провести физическое насилие Альма, но в рукопашном бою терпит поражение. «Змеиный Кулак» объясняет это как попытку «поглотить» Беккета, который после проведённой над ним операции излучает мощную телепатическую ауру, привлекающую Альму.
Выбравшись на поверхность, Беккет встречается с теми, кто остался из его команды, так как многие из отряда были последовательно убиты Альмой (к тому же перед встречей с отрядом Альма поглотит вашего командира старшего сержанта Гриффина). Теперь отряд состоит только из самого Беккета, старшего лейтенанта Стокс, сержантов Моралеса и Кигана. Команда продвигается в окрестности школы имени Уэйда, взятой под контроль силами «Армахем Технолоджи», где скрываются «Змеиный Кулак» и Аристид, стремящаяся отобрать у него данные для настройки установки на Стилл-Айленд для удержания Альмы. Достигнув подвала, Беккет обнаруживает, что под школой скрыт очередной исследовательский центр «Армахем Технолоджи» для проекта, известного как «Парагон». Там Беккет находит данные, что проект «Предвестник» был попыткой создать ещё больше командиров-телепатов, подобных Пакстону Феттелу. При этом Беккет и Киган были самыми многообещающими кандидатами. В то же время, проект «Парагон» предназначен для того, чтобы подготовить телепатически одарённых детей, которые будут работать на «Армахем» в будущем.
В основании исследовательского центра «Змеиный Кулак» называет себя настоящим именем Терри Хэлфорд, он представляется как исследователь, работающий на «Армахем Технолоджи», и объясняет, что единственный способ победить Альму состоит в том, чтобы отправиться на базу «Армахем», расположенную в ядерном реакторе на Стилл-Айленд. Именно там располагается телестезический усилитель. С его помощью Беккет должен победить Альму, ещё больше усилив собственные телепатические способности, раскрытые в результате операции в госпитале «Армахема». И только Беккет с Хэлфордом готовится вернуться на поверхность, как исследователя обезглавливает клон-ассасин.
По дороге на Стилл-Айленд команда Беккета попадает в засаду армии клонов, и сержант Киган покидает отряд в состоянии, похожем на гипноз. Беккет отправляется за ним и пробует возвратить Кигана, но главного героя задерживают многочисленные силы элитных солдат-клонов, а сам Киган всё дальше уходит от него. Отбившись от врагов и нападений Альмы, Беккет в конечном счёте воссоединяется с остатком команды на Стилл-Айленд и проникает на базу «Армахем Технолоджи». Сержант Беккет входит в телестезический усилитель, и, как только Стокс готовится привести в действие механизм, неожиданно появляется Женевьева Аристид и стреляет в неё, то ли убив, то ли тяжело ранив. Аристид объясняет это тем, что Беккет служил приманкой для Альмы. Вместо того, чтобы убить Альму, Аристид планирует запечатать Беккета и Альму в устройстве вместе, таким образом Аристид сможет использовать Альму как рычаг влияния на «Армахем».
Альма нападает снова, и Аристид запечатывает Беккета вместе с Альмой. Альма приближается к Беккету, и он попадает в другую галлюцинацию, где отбивается от раздражённого призрака сержанта Кигана, одновременно пробуя активировать усилитель, чтобы разрушить Альму. Сражение перемежается образами Альмы, занимающейся сексом с Беккетом. Наконец, после активации последнего выключателя, Беккет возвращается в реальность, чтобы оказаться запечатанным в усилителе, и увидеть сгорающую в огне Альму. Вскоре Беккет приходит в сознание, но уже не видит своих рук и ног. Внезапно он снова переносится в галлюцинацию и видит, что его руки и ноги больше не закованы в кресле усилителя, а Альма стоит посреди дьявольского пейзажа, придерживая руками беременный живот. Игра заканчивается тем, что Альма приближается к Беккету, нежно помещает его руку на свой живот, и Беккет слышит ребёнка, говорящего «Мама».

## Разработка
Первую часть игры F.E.A.R. сделала компания Monolith Productions, но после ряда скандалов торговая марка перешла в руки Vivendi Universal. Vivendi, на волне успеха первой части, выпустила два дополнения Extraction Point и Perseus Mandate. Эти дополнения прохладно встретили игроки и пресса. Monolith Productions решили исправить ситуацию и выпустить настоящее продолжение игры, но столкнулось с проблемой названия игры. Monolith не мог выпустить игру под типичным для сиквелов названием F.E.A.R. 2, поэтому на официальной странице игры был создан конкурс, где любой желающий мог предложить своё название новой игры.
3 августа 2007 года началось голосование за финалистов: Dead Echo, Project Origin и Dark Signal.
6 сентября официально было объявлено, что новое название игры Project Origin.
Кроме обычного издания, было выпущено специальное издание ограниченным тиражом (Limited Edition), включающее в себя F.E.A.R. 2: Project Origin, а также доступ к специальным моделям для многопользовательской игры — без шлемов. 4 июля, вместе с выходом набора многопользовательских уровней «Armored Front», возможность убрать шлем у модели появилась у всех пользователей.
В России локализацией игры F.E.A.R. 2: Project Origin занималась компания «Новый Диск». Незадолго до выхода дополнения Reborn, доступ из России к странице игры на сайте Steam был заблокирован. Это не повлияло на возможность запуска игры, однако ограничило доступ к дополнительному содержимому (в том числе, возможность купить дополнение Reborn) После выхода дополнения доступ так и не был разблокирован, что вызвало негативную реакцию на форумах издателя. Само дополнение F.E.A.R. 2: Reborn не было издано в России. Однако оно было издано вместе с F.E.A.R. 2: Project Origin как дополнительное издание.
29 июля 2009 года было анонсировано DLC-дополнение под названием «F.E.A.R. 2: Reborn», которое было издано 3 сентября 2009 года. Оно содержит четыре однопользовательских уровня и новый многопользовательский режим, deathmatch с замедлением времени (более сложным, чем в оригинальной игре). Дополнение повествует об альтернативном взгляде на сюжетную линию — от лица солдата-репликанта.

## Отзывы критиков
| Сводный рейтинг       | Сводный рейтинг                            |
| Агрегатор             | Оценка                                     |
| --------------------- | ------------------------------------------ |
| GameRankings          | 79,19 % (PS3) 77,86 % (ПК) 77,74 % (X360)  |
| Metacritic            | (PC) 79/100 (PS3) 79/100 (Xbox 360) 77/100 |
| Иноязычные издания    |                                            |
| Издание               | Оценка                                     |
| 1UP.com               | A-                                         |
| GameSpot              | 7,0/10                                     |
| IGN                   | 8,3/10                                     |
| Русскоязычные издания |                                            |
| Издание               | Оценка                                     |
| 3DNews                | 7,5/10                                     |
| «PC Игры»             | 8,0                                        |
| PlayGround.ru         | 7,8/10                                     |

F.E.A.R. 2: Project Origin получила смешанные оценки игровых ресурсов. Версия для персональных компьютеров и PlayStation 3 получила 79 баллов из 100 возможных на сайте Metacritic, версия игры для Xbox 360 — 77 баллов из 100 возможных.